# Бар ле Пем
Бар ле Пем (фр. Bard-lès-Pesmes) насеље је и општина у источној Француској у региону Франш-Конте, у департману Горња Саона која припада префектури Везул.
По подацима из 2011. године у општини је живело 126 становника, а густина насељености је износила 24,18 становника/km². Општина се простире на површини од 5,21 km². Налази се на средњој надморској висини од 200 метара (максималној 291 m, а минималној 198 m).

## Демографија
| 1962. | 1968. | 1975. | 1982. | 1990. | 1999. | 2011. |
| ----- | ----- | ----- | ----- | ----- | ----- | ----- |
| 112   | 97    | 86    | 86    | 88    | 94    | 126   |

График промене броја становника у току последњих година